# Кореанка таримська
Кореа́нка таримська (Rhopophilus albosuperciliaris) — вид горобцеподібних птахів родини суторових (Paradoxornithidae). Ендемік Китаю. Таримська кореанка раніше вважалася підвидом пекінської кореанки, однак була визнана окремим видом.

## Опис
Довжина птаха становить 15-17 см, враховуючи довгий, гострий хвіст. Верхня частина тіла сірувато-охриста, сильно поцяткована бурими смужками. крила темно-сіро-коричневі з білими краями, центральні стернові пера піщано-сірі. Над очима світло-охристі "брови", під дзьобом чорнуваті "вуса". Нижня частина тіла кремово-біла, боки сильно поцятковані охристими смужками. Нижня частина живота рудувато-коричнева. Очі карі, дзьоб сірувато-коричневий, лапи жовтувато-коричневі.

## Поширення і екологія
Таримські кореанки мешкають на північному заході Китаю, у Таримському басейні, на захід від озера Лобнор. Вони живуть в пустелях і напівпустелях, в чагарникових заростях, зокрема в заростях тамариксу. Зустрічаються на висоті від 780 до 1500 м над рівнем моря в Сінцзяні та на висоті до 2800 м над рівнем моря в районі Цайдаму в Цинхаї. Живляться комахами та іншими безхребетними.